# Štěpánkova aféra
Štěpánkova aféra proběhla v listopadu 1916. Jednalo se o policejní zákrok proti českému odboji, který vyústil v další zatýkání.

## Historie
Policejní akce byla uskutečněna díky udání, které umožnilo u profesora K. Štěpánka (jehož syn byl aktivním členem Maffie jako expert odbojového hnutí pro zásobování) odhalit a zajistit archiv, v němž byly nalezeny rozsáhlé podezřelé kontakty týkající se domácího i zahraničního odboje. Policie na základě těchto kontaktů zahájila vlnu zatýkání, která postihla hlavně pracovníky České strany státoprávně pokrokové Antonína Hajna, Antonína Kalinu, Viktora Dyka a další. Tato strana byla tak jako jiné zapojena do odboje a odmítala prorakouský aktivismus. Zatčením těchto lidí byla postižena zejména tzv. Malá Maffie, což byla zvláštní organizace Maffie, která však vyvíjela relativně samostatnou činnost. Rok 1916 tak byl vrcholným rokem perzekuce, avšak jádro Maffie (Přemysl Šámal, Jaroslav Kvapil, Bedřich Štěpánek) se i přes policejní zásahy podařilo zachovat a organizace tak zůstala v činnosti až do konce první světové války a pádu Rakouska-Uherska.
V průběhu aféry, den po zatčení spisovatele Viktora Dyka, 21. listopadu 1916 zemřel císař František Josef I. Vláda jeho nástupce Karla I. poté přinesla zmírnění útlaku a částečné uvolnění poměrů, které nakonec vyústilo 2. července 1917 ve vyhlášení generální amnestie, což vedlo k propuštění 719 Čechů, mezi nimiž byli významní politici a členové odboje např. Karel Kramář, Alois Rašín a další.